# Philortyx
Philortyx is een geslacht van vogels uit de familie Odontophoridae.

## Soorten
Het geslacht kent de volgende soort:
- Philortyx fasciatus – Bandkwartel